# El gobierno en el futuro
El gobierno en el futuro es el nombre de una conferencia de Noam Chomsky dictada en el Perry Center de Nueva York en 1970. Más tarde la conferencia fue publicada como un libro, siendo uno de los más conocidos del lingüista. De esta forma redacta sus reflexiones sobre la posibilidad de transformar a la sociedad actual, a la que llama "barbarie contemporánea".
En el discurso Noam Chomsky analiza cuatro corrientes políticas: el capitalismo, el socialismo de Estado, el socialismo libertario y el liberalismo. Finalmente propone la defensa del socialismo libertario, una versión del anarcosindicalismo, como heredero natural del liberalismo clásico y como posibilidad de utopía política.